# Pär Sundberg
Pour les articles homonymes, voir Sundberg.
Pär Sundberg (Pär Tomas Carl Sundberg), né le 22 octobre 1957 à Stockholm, est un acteur suédois connu pour avoir joué Tommy dans la série télévisée Fifi Brindacier (tirée des livres d'Astrid Lindgren) aux côtés de Maria Persson et Inger Nilsson, à la fin des années 1960.

## Biographie
Connu pour son rôle de Tommy dans Fifi Brindacier, Pär Sundberg a étudié à l'agence suédoise de Lund. Aujourd'hui[Quand ?], il travaille en tant que gestionnaire d'une entreprise à Malmö.

## Filmographie
- Fifi Brindacier : Tommy
- Fifi Brindacier et les pirates : Tommy
- Les randonnées de Fifi Brindacier : Tommy